# أغينور ديتوفول
أغينور ديتوفول (بالبرتغالية: Agenor Detofol‏) (11 ديسمبر 1989 بإيريتشيم في البرازيل - ) هو لاعب كرة قدم برازيلي في مركز حراسة المرمى. لعب مع نادي إنترناسيونال ونادي جوينفيل ونادي كريسيوما.

## روابط خارجية
- أغينور ديتوفول على موقع رابطة كرة القدم اليابانية للمحترفين (اليابانية)
- أغينور ديتوفول على موقع قاعدة بيانات كرة القدم.إي يو (الإنجليزية)
- أغينور ديتوفول على موقع Soccerway.com (الإنجليزية)
- أغينور ديتوفول على موقع عالم كرة القدم.نت (الإنجليزية)